# No. 82 Wing RAAF
Le No. 82 Wing RAAF est une unité de frappe et de reconnaissance de la Force aérienne royale australienne, basée à la RAAF Base Amberley, dans le Queensland. Il est sous le contrôle de l'Air Combat Group RAAF et opère avec des Boeing F/A-18E/F Super Hornet, des EA-18G Growler et des Pilatus PC-21 pour les missions de contrôle aérien avancé.

## Histoire

### Seconde Guerre mondiale
Le No. 82 Wing est formé le 25 août 1944 et utilise initialement des bombardiers lourds Consolidated B-24 Liberator pendant la Seconde Guerre mondiale dans le théâtre du Pacifique Sud-Ouest.

### Guerre froide
Après la guerre, les escadrons n°1, n°2 et n°6 deviennent les principales unités opérationnelles de l'escadre. En 1948, elle est rééquipée avec des. Avro Lincoln, puis des English Electric Canberra en 1953. Ces appareils sont engagés durant l'Insurrection communiste malaise et la Guerre du Viêt Nam de 1967 à 1971.

### Période moderne
Entre 1970 et 1973, en attendant la livraison des General Dynamics F-111C, les escadrons n°1 et n°6 utilisent des McDonnell Douglas F-4 Phantom II loués. Après la réception des F-111C en 1973, ces escadrons exploitent ce type d'appareil pendant 37 ans, incluant des modèles G ex-USAF dans les années 1990. En 2010, les F-111 sont retirés et remplacés par des F/A-18F Super Hornet, avec l'acquisition ultérieure de douze EA-18G Growler à partir de 2017.

## Organisation actuelle
Le No. 82 Wing comprend les unités suivantes :
- No. 1 Squadron RAAF – F/A-18F Super Hornet
- No. 4 Squadron RAAF – Pilatus PC-21
- No. 6 Squadron RAAF – EA-18G Growler